# Адамский, Ян (актёр)
Ян Францишек Адамский (пол. Jan Franciszek Adamski; 8 октября 1923, Бучач Польская Республика (ныне Тернопольская область, Украина) — 26 июля 2010, Краков) — польский актёр театра, кино и телевидения, писатель.
Заслуженный деятель культуры Польши.

## Биография
В 1946 году окончил Драматическую студию Иво Галла в Кракове.
В 1947 году окончил юридический факультет Ягеллонского университета.
На театральной сцене дебютировал в конце 1945 года. Актёр театров им. Семашковой в Жешуве (1954—1957) и краковских театров: Старого (1955—1966) и им. Юлиуша Словацкого (1972—1989).
Жена — поэтесса Анна Свирщинская.
Похоронен на Раковицком кладбище в Кракове.

## Избранные театральные роли
- Йенсен, лакей — «Дикая утка» Г. Ибсена
- Рабочий — «Смерть губернатора» Л. Кручковского
- Капеллан — «Мамаша Кураж и её дети» Б. Брехта
- Муж Марии — «Сон» Ф. Достоевского
- Гетман — «Свадьба» С. Выспяньский
- Стражник — «Антигона» Ж. Ануя
- Степан Сердюк — «Иркутская история» А. Арбузова
- Ляпкин-Тяпкин — «Ревизор» Н. Гоголя
- Дядя — «Картотека» Т. Ружевича
- Перчихин — «Мещане» М. Горького
- Начальник станции — «Визит старой дамы» Ф. Дюрренматта
- Камердинер — «Муж и жена» А. Фредро
- Чиновник — «Мёртвые души» Н. Гоголя

## Избранная фильмография
- 1957 — Утраченные чувства / Zagubione uczucia
- 1962 — Голос с того света / Głos z tamtego świata
- 1963 — Два ребра Адама / Dwa żebra Adama — Леон Маковский, ксёндз
- 1963 — Конец нашего света / Koniec naszego świata — узник Освенцима
- 1973—1974 — Потоп / Potop
- 1976 — Польские дороги / Polskie drogi (ТВ-сериал)
- 1977 — Запах земли / Zapach ziemi
- 1980 — Покой / Spokój
- 1980 — Средь бела дня / W biały dzień — судья
- 1988 — По лестнице вверх, по лестнице вниз / Schodami w górę, schodami w dół — Зильберман
- 1989 — Стеклянный дом / Szklany dom — родственник бывшей хозяйки Ванды (нет в титрах)
- 1997 — Слава и хвала / Sława i chwała — Валери, слуга

## Избранные произведения
Сборники рассказов
- Odwiedziny (1975)
- Przed odlotem (1982)
- Batiar (1993)

## Награды
- Заслуженный деятель культуры Польши (1981)
- Кавалер Ордена Возрождения Польши (1983)